# Szuwar skrzypowy
Szuwar skrzypowy, zespół skrzypu bagiennego (Equisetetum fluviatilis) – syntakson w randze zespołu budowany przez słodkowodny makrofit: skrzyp bagienny. Należy do klasy zespołów szuwarowych Phragmitetea. Niegdyś bywał włączany do zespołu Scirpo-Phragmitetum.

## Charakterystyka
Wysoki szuwar zajmujący stosunkowo płytkie (choć może przekraczać 1,5 m głębokości) wody stojące i wolno płynące różnych typów zbiorników i cieków. Zajmuje brzegi różnych zbiorników (zbiorniki astatyczne, starorzecza, jeziora i in.) Najczęstszy w zacisznych zatokach o słabym falowaniu. Występuje niemal wyłącznie na żyznych (eutroficznych) podłożach organicznych, torfiejących. Odczyn wody od lekko kwaśnego do lekko zasadowego (pH 6–8,5).
W zbiornikach wodnych sąsiaduje ze zbiorowiskami roślin wodnych, a od lądu z różną roślinnością szuwarową. W starorzeczach może zajmować całą powierzchnię. Wczesne stadia charakteryzuje większa głębokość, obecność gatunków wodnych i szuwaru wysokiego, następne – wypłycanie przez mchy i turzyce. W sukcesji ekologicznej wypiera zbiorowiska nymfeidów, a sam jest wypierany przez zbiorowiska niskotorfowiskowe, głównie ze związku Magnocaricion.
Zespół produkuje dużo biomasy, odgrywając istotną rolę w lądowaceniu tylko małych zbiorników wodnych.
Występowanie
W Polsce pospolite na terenie całego kraju.
Charakterystyczna kombinacja gatunków
ChAss. : skrzyp bagienny (Equisetum fluviatile).
ChAll. : tatarak zwyczajny (Acorus calamus), sitowiec nadmorski (Bulboschoenus maritimus), łączeń baldaszkowy (Butomus umbellatus), kropidło wodne (Oenanthe aquatica), rzepicha ziemnowodna (Rorippa amphibia), strzałka wodna (Sagittaria sagittifolia), oczeret jeziorny (Schoenoplectus lacustris), jeżogłówka pojedyncza (Sparganium emersum), jeżogłówka gałęzista (Sparganium erectum).
ChCl. : żabieniec babka wodna (Alisma plantago-aquatica), ponikło błotne (Eleocharis palustris), skrzyp bagienny (Equisetum fluviatile), manna mielec (Glyceria maxima), trzcina pospolita (Phragmites australis), szczaw lancetowaty (Rumex hydrolapathum), oczeret Tabernemontana (Schoenoplectus tabernaemontani), marek szerokolistny (Sium latifolium), pałka szerokolistna (Typha latifolia).
Typowe gatunki
Charakterystyczna kombinacja gatunków zbiorowiska ma znaczenie dla diagnostyki syntaksonomicznej, jednak nie wszystkie składające się na nią gatunki występują często. Dominantem jest skrzyp bagienny. Inne częściej występujące gatunki to: trzcina pospolita, manna mielec, jaskier wielki, marek szerokolistny, pałka szerokolistna, jeżogłówka gałęzista, turzyca dzióbkowata, rzęsa drobna, rzęsa trójrowkowa, grążel żółty i żabiściek pływający.